# Benjamin Fau
Pour les articles homonymes, voir Fau.
Œuvres principales
- La Route sous nos pas (2007)
- Dictionnaire des séries télévisées (2011)

Benjamin Fau (né le 9 février 1977) est un écrivain et musicien français.

## Biographie
Animateur d'un site le dub ainsi que d'une émission bimensuelle sur la radio locale angevine Radio-G (saison 2006-2007), il est le traducteur d'ouvrages sur la musique soul et electro, ainsi que de plusieurs autres textes (par exemple un texte  d'Aristote) pour les éditions Allia. 
En 2006, il publie un roman policier écrit à quatre mains avec Raphaël Bloch-Lainé, Vodka en dragée, chez Ginkgo éditeur. En septembre 2007, il publie La Route sous nos Pas, son premier véritable roman, salué par Chronicart.com, l'Humanité et Respect Magazine[réf. nécessaire].
En 2008, il fonde avec Nils C. Ahl et Stéphane Rose le Prix de l'Inaperçu / Prix Ignatus J. Reilly, destiné à récompenser chaque année le meilleur roman passé inaperçu dans les médias lors de la précédente rentrée littéraire.
Benjamin Fau est l'un des membres fondateurs d'un groupe de dub électro-oriental, le Dub Jihâd. En décembre 2007, il rejoint le BGB (ou Big Gerard Band), l'orchestre chargé de ponctuer en direct et en public les cérémonies des Gérard du cinéma et ses dérivées.
Il codirige avec Nils C. Ahl le premier ouvrage exhaustif sur les séries télévisées diffusées en France, le Dictionnaire des séries télévisées, qui paraît en octobre 2011, puis, dans une édition augmentée en 2016 : les séries diffisuées en France sont répertoriées, dans 4 200 notices présentant chaque série, avec un avis critique,,,. Une version abrégée paraît l'année suivante sous le titre Les 101 meilleures séries télévisées.

## Œuvres

### Traductions
- Peter Guralnick, Sweet Soul Music, Allia, Paris 2003.
- en collaboration avec Pauline Bruchet, Peter Shapiro et al., Modulations : Une histoire des musiques électroniques, Allia, Paris 2004.
- en collaboration avec Andrea Carbone, Aristote, Problème XXX, Allia, Paris 2005.
- Gerrard Winstanley, L'Étendard déployé des vrais niveleurs ; ou L’État de communisme exposé et offert aux fils des hommes, Allia, Paris 2007.
- Philippe Descola et Tim Ingold, Être au monde, quelle expérience commune ?, Presses Universitaires de Lyon, 2014
- Greg Hrbeck, D'un feu sans flammes, éditions Phébus, 2017

### Essais
- avec Nils C. Ahl (dir.), Dictionnaire des séries télévisées, Éditions Philippe Rey, Paris 2011.
- avec Nils C. Ahl (dir.), Les 101 meilleures séries télévisées, Éditions Philippe Rey, Paris 2012.
- avec Nils C. Ahl (dir.), Dictionnaire des séries télévisées, deuxième édition revue et augmentée, Éditions Philippe Rey, Paris 2016.

### Romans
- avec Raphaël Bloch-Lainé, Vodka en dragées, Ginkgo éditeur, Paris 2006.
- La Route sous nos pas, Éditions du Panama, Paris 2007.